# TEE Aurora
Pour les articles homonymes, voir Aurora.
L'Aurora est un train de type Trans-Europ-Express ou TEE qui relia, en 1974 et 1975, Rome et Reggio de Calabre.

## Mise en service
La relation entre la capitale italienne et le sud de la péninsule fut inaugurée pour le service d'été 1974 (le 26 mai). L'Aurora, qui roulait exclusivement sur les voies des Ferrovie dello Stato ou FS, était constituée par une rame composée de 7 voitures (la composition du train était renforcée le dimanche avec 9 voitures) et tractée par une locomotive électrique E 444 Tartaruga. Le TEE Aurora (numéroté TEE 89-88) quittait Rome à 7 h 20, atteignait les gares de Naples-Mergellina à 8 h 54, de Naples-Piazza Garibaldi à 9 h 04, et, au terme d'un parcours de 664 km, parvenait à Reggio de Calabre à 13 h 55 (soit une durée de 6 h 35 pour une vitesse commerciale de 
101 km/h). Dans le sens impair, le départ de Calabre s'effectuait à 15 h 25 pour un retour à Rome à 22 h 05 (soit 6 h 40, à peine 100 km/h de moyenne).

## Exploitation
Si la fréquentation du train était bonne entre Rome et Naples, la clientèle se raréfiait après cette dernière ville. L'Aurora marquait de nombreux arrêts dans des agglomérations d'importance inégale: Salerne, Maratea, Lamezia Terme, Gioia Tauro, Villa San Giovanni, Reggio Lido dans un Mezzogiorno souffrant d'un retard de développement. Une fréquentation faible, de mauvais résultats d'exploitation conduisirent à la suppression rapide de ce TEE, moins d'un an après sa création, le 1er juin 1975. L'Aurora fut remplacé par un train Rapido de 1re et 2e classe qui présentait un horaire plus détendu.